# Michael Watt
Michael Watt (* 27. Dezember 1964) ist ein irischer Badmintonspieler.

## Karriere
Michael Watt gewann 1987 seinen ersten nationalen Titel in Irland. Elf weitere folgten bis 2004. 2010 gewann er bei der Senioren-Europameisterschaft O45 Gold im Einzel und Silber im Doppel mit Graham Henderson.

## Sportliche Erfolge
| Saison | Veranstaltung                    | Disziplin    | Platz | Name                            |
| ------ | -------------------------------- | ------------ | ----- | ------------------------------- |
| 1987   | Irische Meisterschaft            | Herrendoppel | 1     | Michael Watt / Eugene McKenna   |
| 1991   | Irische Meisterschaft            | Herreneinzel | 1     | Michael Watt                    |
| 1992   | Irische Meisterschaft            | Herreneinzel | 1     | Michael Watt                    |
| 1993   | Irische Meisterschaft            | Herreneinzel | 1     | Michael Watt                    |
| 1995   | Irische Meisterschaft            | Herreneinzel | 1     | Michael Watt                    |
| 1996   | Irische Meisterschaft            | Herreneinzel | 1     | Michael Watt                    |
| 1997   | Irische Meisterschaft            | Herreneinzel | 1     | Michael Watt                    |
| 1998   | Irische Meisterschaft            | Herreneinzel | 1     | Michael Watt                    |
| 1999   | Irische Meisterschaft            | Herreneinzel | 1     | Michael Watt                    |
| 2000   | Irische Meisterschaft            | Herreneinzel | 1     | Michael Watt                    |
| 2002   | Irische Meisterschaft            | Herreneinzel | 1     | Michael Watt                    |
| 2004   | Irische Meisterschaft            | Herreneinzel | 1     | Michael Watt                    |
| 2010   | Senioren-Europameisterschaft O45 | Herrendoppel | 2     | Graham Henderson / Michael Watt |
| 2010   | Senioren-Europameisterschaft O45 | Herreneinzel | 1     | Michael Watt                    |